# Stadion Politechnik w Krzemieńczuku
Stadion "Politechnik" (ukr. Спортивний Комплекс «Політехнік») – wielofunkcyjny stadion w Krzemieńczuku na Ukrainie.
Stadion "Politechnik" w Krzemieńczuku został zbudowany w XX wieku. Nazywał się również "Dnipro", a potem "KrAZ". Po ostatniej rekonstrukcji stadion dostosowano do wymóg standardów UEFA i FIFA, wymieniono część starych siedzeń na siedzenia z tworzywa sztucznego. Rekonstruowany stadion będzie mógł pomieścić 11 300 widzów. Domowa arena klubu Kremiń Krzemieńczuk.